# Robert C. Hill
Robert Charles Hill (Littleton, 30 de septiembre de 1917-ibídem, 28 de noviembre de 1978) fue un diplomático estadounidense, que se desempeñó como embajador de Estados Unidos en Costa Rica (1953-1954), El Salvador (1954-1955), México (1957-1960), España (1969-1972) y Argentina (1974-1977).

## Biografía
Nació en Littleton (Nuevo Hampshire). Asistió a Dartmouth College, graduándose en 1942 e incorporándose al servicio exterior de los Estados Unidos al año siguiente. De 1963 a 1966, estuvo destinado en la India. En 1946, fue miembro del personal del comité de Comercio y Banca del Senado.
Durante la presidencia de Dwight D. Eisenhower, fue embajador en Costa Rica (1953-1954), El Salvador (1954-1955) y México (1957-1960). Fue asistente especial del subsecretario de Estado para Asuntos de Seguridad Mutua y subsecretario de Estado para Relaciones con el Congreso (1956-1957). Miembro del Partido Republicano, entre 1961 y 1962 fue miembro de la Cámara de Representantes de Nuevo Hampshire.
De regreso al servicio exterior, fue subsecretario de Defensa para Asuntos de Seguridad Internacional y embajador en España (1969-1972), durante la presidencia de Richard Nixon. En 1972, se postuló a la nominación republicana en la elección de gobernador de Nuevo Hampshire. Entre 1974 y 1977, fue embajador en Argentina, sirviendo durante las presidencias de Nixon y Gerald Ford.
En Argentina, denunció las violaciones a los derechos humanos de la Junta Militar durante la dictadura autodenominada Proceso de Reorganización Nacional, señalando al Secretario de Estado Henry Kissinger de dar «luz verde» a los militares argentinos para el terrorismo de Estado tras el golpe de Estado del 24 de marzo de 1976. Oponiéndose a Kissinger, se involucró en los esfuerzos para revertir dicha decisión, actuando especialmente luego de la desaparición de un empleado de la embajada en Buenos Aires, gestionando ante el ministro de Relaciones Exteriores César Guzzetti y el presidente de facto Jorge Rafael Videla, sin éxito. Su rol fue recordado luego de que el presidente estadounidense Barack Obama en 2016, en ocasión de su visita a Argentina y 40 años después del golpe, desclasificara documentos sobre aquella dictadura.
Falleció en su hogar en Littleton en noviembre de 1978, tras un ataque al corazón, a los 61 años.